# Echinosaura brachycephala
Echinosaura brachycephala är en ödleart som beskrevs av  Jörn Köhler Böhme och Schmitz 2004. Echinosaura brachycephala ingår i släktet Echinosaura och familjen Gymnophthalmidae. Inga underarter finns listade i Catalogue of Life.
Denna ödla förekommer endemisk i norra Ecuador. Arten lever i bergstrakter mellan 1250 och 1650 meter över havet. Den vistas i molnskogar och i andra fuktiga skogar nära vattendrag. Ödlan hittas inte i förändrade landskap.
Beståndet hotas av skogsröjningar och vattenföroreningar. Alla revir tillsammans fördelar sig över en 1900 km² stor yta. IUCN listar arten som starkt hotad (EN).